# ロイヤルコート
株式会社ロイヤルコート(Royal Caot)は、日本の塗装業者の一つ。本社は台東区役所近く。代表取締役は小林勝彦。

## 概要
金属系塗装企業。2005年、小林勝彦の父により有限会社小林塗装工業所として創業。
小林は東京工業塗装協同組合、日本工業塗装協同組合連合会の理事をつとめる。

## 沿革
- 1970年4月　有限会社小林塗装工業所として創業。
- 2007年4月　株式会社ロイヤルコートと改称